# Quartinus
Quartinus (d.235) a fost un uzurpator roman din anul 235, în Mesopotamia.
După moartea împăratului roman Alexandru Sever, Maximin Tracul a preluat puterea. Un grup de arcași din Osrhoene, Mesopotamia, l-a proclamat pe Quartinus, un fost guvernator loial lui Sever. Macedo, conducătorul arcașilor,a condus de fapt răscoala.
În același an (235), Macedo l-a ucis pe Quartinus, pentru că acesta era ineficient. El a adus capul uzurpatorului la Roma, la împărat. Maximin l-a ucis oricum pe Macedo.
Povestea lui Quartinus a fost scrisă de istoricul grec Herodianus.